# Tartufo di Pizzo
Pour les articles homonymes, voir Pizzo (homonymie).
Le tartufo di Pizzo est un dessert artisanal italien, à base principalement de crème glacée, fabriqué traditionnellement à Pizzo dans la province de Vibo Valentia en Calabre. Son nom dérive de sa ressemblance avec la truffe noire (tartufo en italien).

## Caractéristiques
Il s'agit d'une glace à la noisette, soigneusement modelée dans la paume de la main, en forme de demi-sphère de 4 à 6 cm de diamètre, avec un cœur en chocolat amer fondu, et recouverte de poudre de cacao amer. Grâce aux nombreux glaciers implantés dans sa commune qui servent le vrai tartufo artisanal, Pizzo est souvent reconnue comme la città del gelato (« ville de la crème glacée ») ; certains d'entre eux exportent aussi leurs produits vers d'autres régions.
De ce type de dessert sont inspirées diverses préparations industrielles (appelées aussi tartufo).

## Histoire
En 1946, le chef pâtissier originaire de Messine, Dante Veronelli, reprend le Gran Bar Excelsior, situé dans le centre de Pizzo. Il sera renommé ensuite « Bar Dante », en l'honneur de son premier propriétaire. Afin de poursuivre l'activité, Veronelli est assisté par un jeune chef pâtissier, Giuseppe De Maria, aussi connu sous le nom de « Don Pippo ». Grâce aux compétences d'entrepreneur du premier et à la créativité du second, ils réussissent à attirer les clients qui sont séduits par la grande qualité et le goût de leurs produits. Après la mort de Veronelli, De Maria demeure le seul propriétaire.
La truffe, sous sa forme actuelle, est née à Pizzo dans le laboratoire de la Gelateria Dante aux environs de 1952 par accident. Lors d'un mariage huppé, ayant épuisé les moules et formes pour emballer la crème glacée en vrac, De Maria eut l'idée de superposer au creux de la main de la crème glacée à la noisette sur une couche de crème glacée au chocolat, puis d'insérer du chocolat fondu, d'envelopper le tout dans une feuille de papier alimentaire en lui donnant la forme typique d'une truffe, puis de laisser refroidir. Le succès obtenu lui valut une célébrité immédiate. La recette originale est encore jalousement gardée par les petits-enfants de maître De Maria.
En 1950, Giorgio et Gaetano Di Iorgi, qui avaient commencé leur carrière dans la crème glacée comme serveurs, apprirent l'art de la fabrication de crème glacée. Quinze ans plus tard, à la suite de la retraite de De Maria, Giorgio Di Iorgi reprit l'activité de la Gelateria Dante, tandis que Gaetano Di Iorgi continua la production de la truffe dans le Bar Ecorle, acquis avec son frère Antonio, en 1965. Depuis cette époque, les Gelateria Dante et Gelateria Ercole sont gérées par ces deux familles. La recette secrète des crèmes glacées est transmise de père en fils.
Le tartufo di Pizzo devient la première glace en Europe à avoir obtenu la certification IGP reconnue par le ministère de l'agriculture et des forêts en 2006.